# Філія (село)
Фі́лія — село в Україні, в Синельниківському районі Дніпропетровської області. Входить до складу Новопавлівської сільської громади. Населення становить 44 особи. 

## Історія
До 2016 року було частиною Новопавлівської сільської ради.
12 червня 2020 року, відповідно до розпорядження Кабінету Міністрів України № 709-р від «Про визначення адміністративних центрів та затвердження територій територіальних громад Дніпропетровської області», увійшло до складу Новопавлівської сільської громади.
19 липня 2020 року, в результаті адміністративно-територіальної реформи і ліквідації Межівського району, село увійшло до складу новоутвореного Синельниківського району.

## Географія
Село Філія знаходиться на лівому березі річки Солона, яка через 5 км впадає в річку Вовча, вище за течією на відстані 3 км розташоване село Новопавлівка.